# Matthew Calbraith Perry

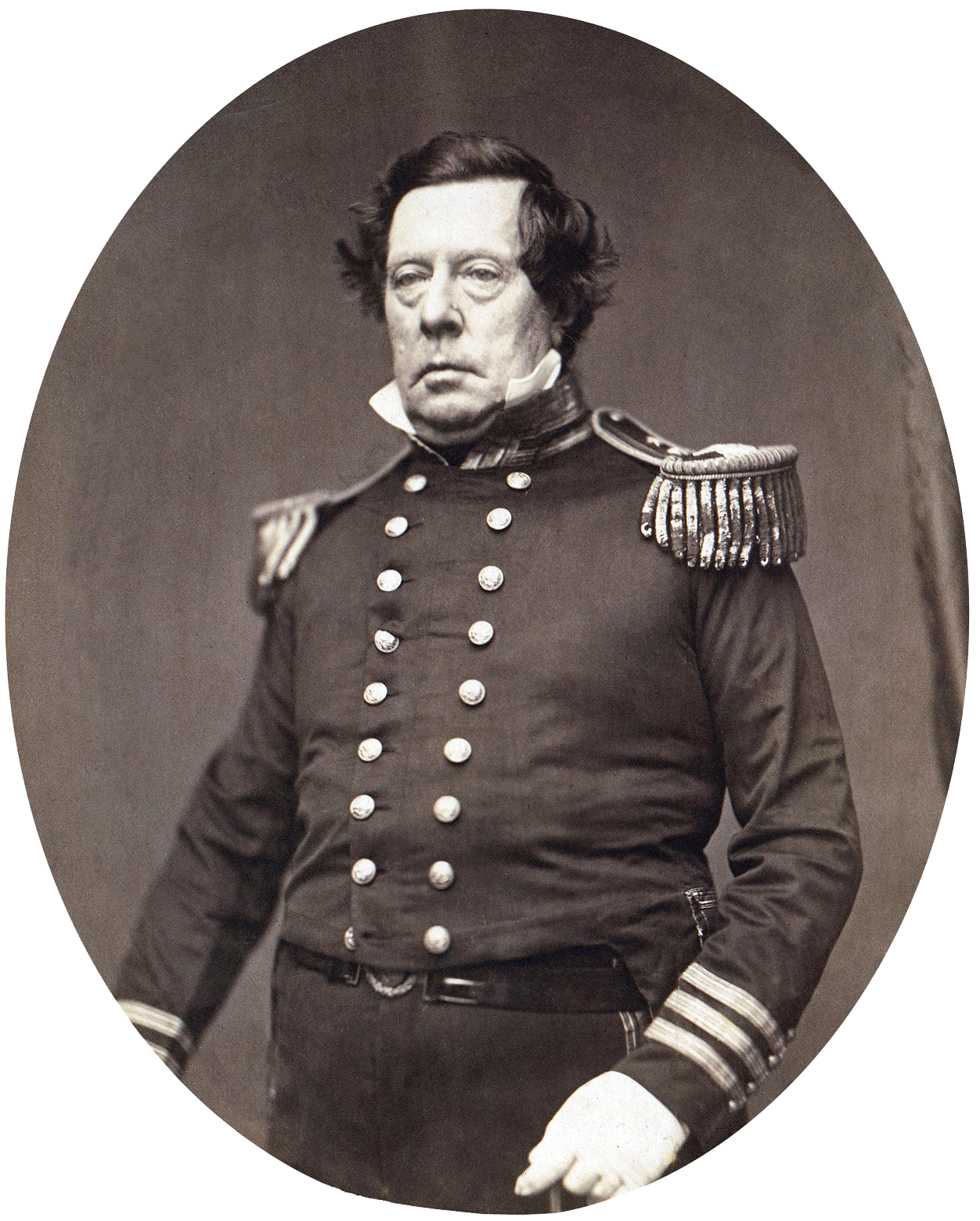
Matthew Calbraith Perry

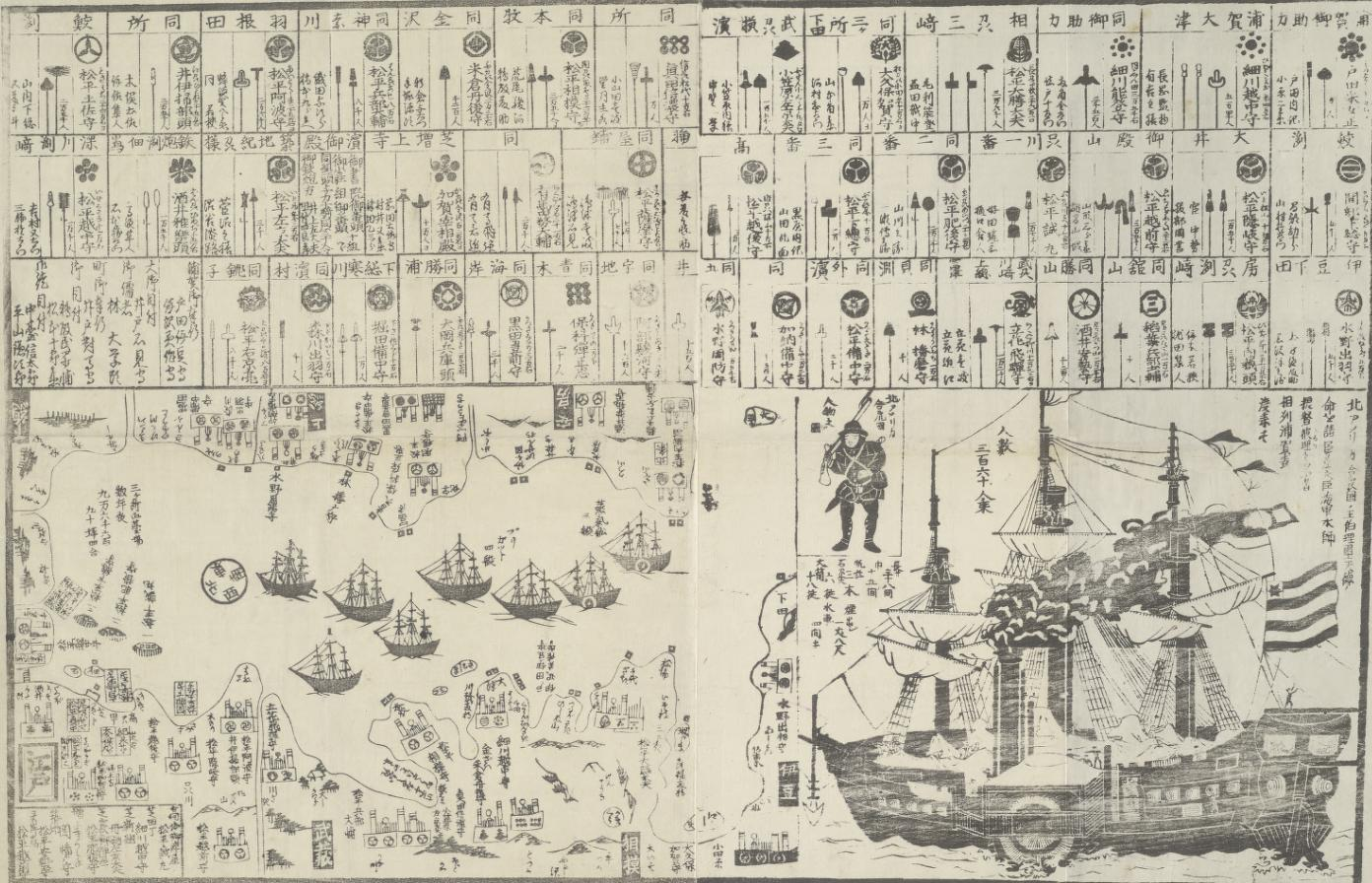
Die Flotte Perrys auf einem historischen japanischen Druck

Matthew Calbraith Perry (* 10. April 1794 in Newport, Rhode Island; † 4. März 1858 in New York City, New York) war US-amerikanischer Seeoffizier, zuletzt als Kommandeur mit dem Ehrentitel Commodore.

## Leben
Matthew Calbraith Perry war der Sohn eines Marineoffiziers und einer von vier Brüdern, die 1813 zeitgleich in den US Navy dienten, darunter Oliver Hazard Perry (1785–1819, auf See an Gelbfieber verstorben), der durch seinen Sieg in der Schlacht auf dem Eriesee berühmt geworden war. Matthew hatte ab 1809 auch als Offiziersanwärter (Midshipman) auf der Revenge unter ihm gedient. Im Oktober 1810 wurde er auf die President abkommandiert, eine der sechs Fregatten, mit denen die US Navy gegründet wurde. Diese lieferte sich am 16. Mai 1811, lange vor dem aufgrund britischer Blockadebestrebungen sowie Zwangsrekrutierungen absehbaren Britisch-Amerikanischen Krieg von 1812, mit der Little Belt ein Feuergefecht. Als am 21. Juni 1812 bei der Verfolgung der Belvidera eines der Buggeschütze der President explodierte und mehrere Besatzungsmitglieder tötete oder verwundete, war der 18-jährige Adjutant an der Seite von Commodore John Rodgers, der in die Luft geschleudert wurde und sich ein Bein brach. Da das Schiff wegen eines Skorbut-Ausbruchs im August 1812 in den Heimathafen zurückkehren musste, erforschte Perry in den Folgejahren die Ursachen der Mangelkrankheit, später zudem auch Krankheiten, die Seeleute sich bei Landgängen zuzogen, wie Malaria. Ab April 1813 war die President im Nordatlantik und am Nordkap präsent, um zu verhindern, dass britische Handelsschiffe über das Nordmeer die Kontinentalsperre umgingen. Perry wurde Mitte 1813 als Lieutenant unter Stephen Decatur junior auf die United States versetzt, die jedoch zusammen mit der erbeuteten Macedonian durch eine überlegene britische Flotte im Hafen von New London verbleiben musste, bis der Krieg Anfang 1815 endete. Perry nutzte die Zeit, um Ende 1814 die siebzehnjährige Jane Slidell zu heiraten. Zu der Zeit war in Europa schon der Friede von Gent geschlossen worden, was in Übersee aber noch lange nicht bekannt wurde. Eigentlich hätte Perry Mitte Januar unter Decatur mit der President aus New York in See stechen sollen, war jedoch wegen Erkrankung ersetzt worden, so dass er beim Verlust des Schiffes an die Royal Navy nicht beteiligt war. Zusammen mit seinem Bruder James diente Matthew 1815 auf der Chippewa und im Zweiten Barbareskenkrieg, bis ihm Urlaub bewilligt wurde, um ein Handelsschiff seines Schwiegervaters im Europahandel zu führen.
Nachdem Perry den Dienst in der US Navy wiederaufgenommen hatte, führten ihn Reisen an Bord der Cyane nach Westafrika als Geleitschutz für Schwarze, die als Kolonisten der American Colonization Society das spätere Liberia begründeten; zudem war er an der Bekämpfung von Piraterie und Sklavenhandel im Atlantik tätig. Nachdem Florida von den USA übernommen worden war, zeigte er in Küstenstädten Flagge. Nach Dienstzeiten an Land übernahm Perry 1830 die erste Concord (1828) für die Mittelmeerflotte, bekämpfte dabei u. a. unter großem persönlichem Einsatz einen Großbrand in Smyrna und brachte auch John Randolph of Roanoke als US-Gesandten an den Zarenhof in St. Petersburg, wobei Zar Nikolaus das Schiff in Kronstadt besuchte und Perry anbot, in seine Dienste zu treten.
Ab 1831 diente Perry wieder an Land, u. a. am Brooklyn Navy Yard, und befürwortete den Bau von Dampfschiffen. Er kommandierte die zweite USS Fulton (1837) und gilt als Vater der Dampf-Navy.
Während des Mexikanisch-Amerikanischen Kriegs (1846–1848) folgte er Commodore David Conner als Befehlshaber der Home Squadron nach und führte Angriffe auf eine Reihe mexikanischer Küstenstädte am Golf von Mexiko durch.
Nach der Einnahme von Kalifornien mit nachfolgendem Goldrausch verstärkten die US-Amerikaner als Ausdruck der Manifest Destiny ihre militärische Präsenz im Pazifik – Walfänger aus den Neu-England-Staaten waren dort, auf der anderen Seite des Globus, schon länger präsent, was u. a. durch den 1851 erschienenen Roman Moby-Dick verdeutlicht wird. Am 8. Juli 1853 landeten unter Perrys Kommando die sogenannten Schwarzen Schiffe, ein Geschwader der amerikanischen Kriegsschiffe Mississippi, Plymouth, Saratoga und Susquehanna, im Hafen von Uraga nahe Edo (dem heutigen Tokio), um die Öffnung Japans gegenüber dem Westen zu erzwingen. Aufgrund des am 31. März 1854 zwischen Abe Masahiro und Perry geschlossenen Vertrages von Kanagawa wurden zunächst die Häfen Shimoda und Hakodate für amerikanische Schiffe zum Laden von Proviant geöffnet, zudem wurden im Vertrag eine „gute Behandlung“ von Amerikanern sowie eine Begünstigung amerikanischer Schiffe vereinbart.
Die Flagge von Perrys Flaggschiff war bei der Kapitulation Japans im Zweiten Weltkrieg an den Aufbauten des Schlachtschiffes Missouri angebracht, auf dem die Kapitulation am 2. September 1945 unterzeichnet wurde.
Perrys Tochter Caroline war mit dem deutsch-amerikanischen Bankier, Repräsentant der Rothschilds und Politiker August Belmont verheiratet.
Matthew Calbraith Perry starb im Alter von 63 Jahren und wurde auf dem Island Cemetery in Newport, Rhode Island, begraben.